# Décimo Velio Fido
Décimo Velio Fido (en latín, Decimus Velius Fidus) fue un senador romano del siglo II, que desearrolló su carrera política bajo los imperio de Adriano y Antonino Pío.

## Carrera

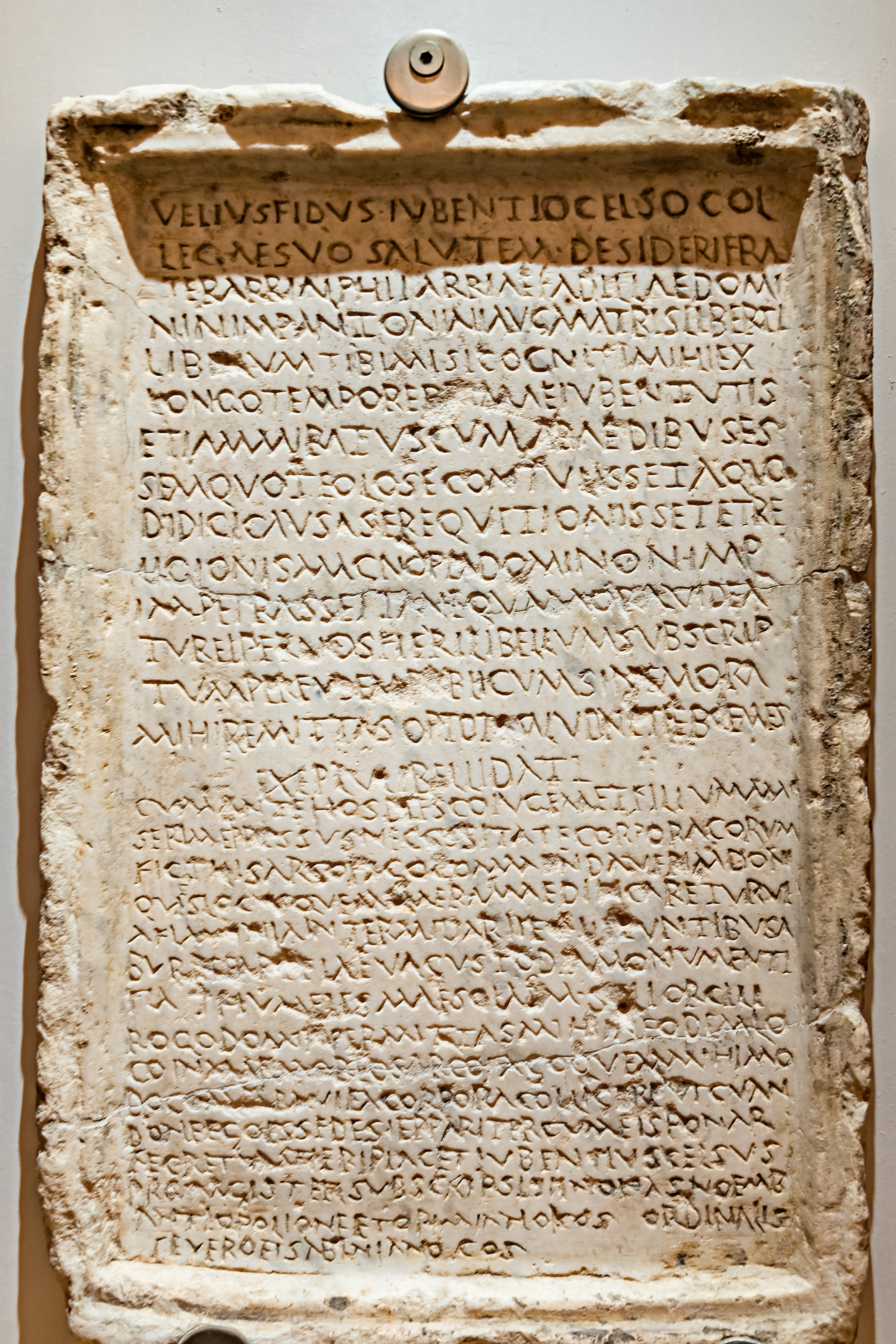
Inscripción CIL VI 2120 que reproduce el libellus o petición realizado por el liberto imperial Arrio Alfio en 155 a través de su protector, el pontífice Décimo Valerio Fido.

Su carrera hasta el consulado nos es desconocida, de forma que su primer cargo conocido fue el cónsul sufecto para el nundinum de octubre a diciembre del año 144.
Ya con rango consular, fue nombrado gobernador de la provincia de Siria, cargo que desempeñaba en el año 150. Terminada esta gobernación, retornó a Roma, donde aparece constatado en 155 como miembro del colegio de los pontífices.